# سياسة اجتماعية

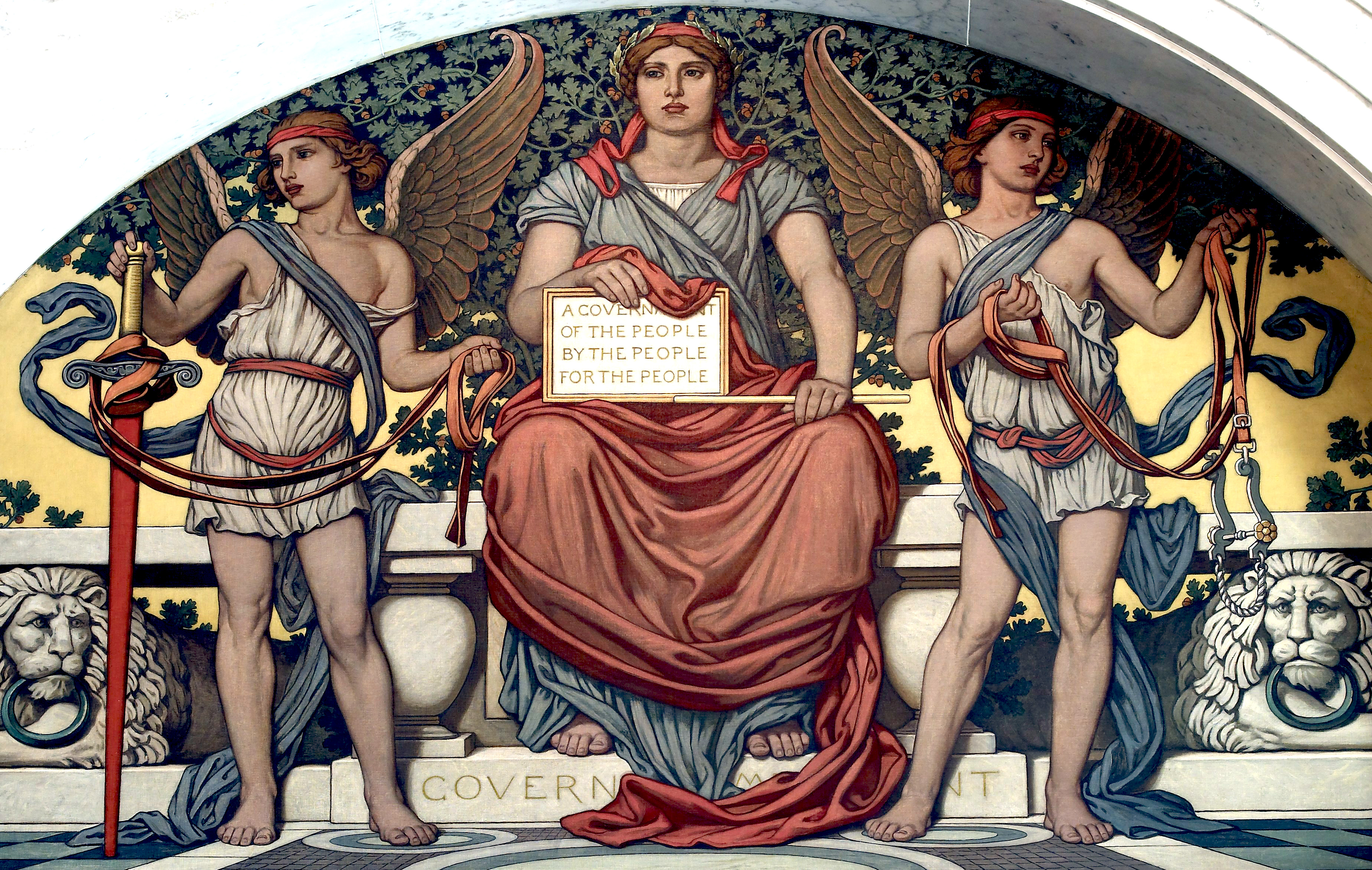

تشير السياسة الاجتماعية في أساسها إلى التوجيهات والمباديء والتشريعات والأنشطة التي تؤثر على الظروف المعيشية التي تساعد في رفاهية الإنسان. اذن فالسياسة الاجتماعية هي ذلك الجزء من السياسة العامة الذي يعنى بالقضايا الاجتماعية. وقد وصفها مركز مالكوم وينر للسياسة الاجتماعية في جامعة هارفرد بأنها " سياسة عامة تطبق في مجالات عده كالرعاية الصحية والخدمات الإنسانية والعدالة الجنائية والظلم والتعليم وأخيرا العمالة  وتتعامل السياسة الاجتماعية في الغالب مع قضايا الفساد. كما تعرف السياسة الاجتماعية على أنها الأحداث التي تؤثر على رفاهية أفراد المجتمع من خلال تنظيم التسويق للسلع والموارد في هذا المجتمع وكيفية الوصول لها .

## تاريخ السياسة الاجتماعية
يعود أقدم مثال على تدخل الحكومة المباشر في رفاهية الإنسان إلى القرن السادس في عهد الخليفة الثاني في الإسلام عمر بن الخطاب. فقد استخدم جمع الزكاة وموارد حكومية أخرى أيضا لوضع رواتب للمتقاعدين ودعم الدخل ومستحقات للطفل ورواتب متنوعة للناس من المجتمعات غير المسلمة 
أما في الغرب ساهم أنصار التخطيط الاجتماعي العلمي مثل عالم الاجتماع أوغست كونت، والباحثين الاجتماعيين مثل تشارلز بوث، في ظهور السياسة الاجتماعية في البلدان الصناعية الأولى. وبسبب ضغوط الاستطلاعات التي أجريت لمعرفة مستوى الفقر والتي كشفت عن الظروف القاسية التي تعيشها التجمعات السكينة الفقيرة في المناطق المدنية في العصر الفكتوري، قام الحزب البريطاني الليبرالي بتغييرات إصلاحية على قانون الفقر والرعاية الاجتماعية ولدينا أمثلة أخرى بارزة في عملية تطوير السياسة الاجتماعية مثل مستوى الرفاهية الاجتماعية في بيسمارك في ألمانيا في في القرن التاسع عشر وقانون الضمان الاجتماعي الذي أدخله الاتفاق الجديد في الولايات المتحدة الأمريكية بين العامين 1933و1935 ووالإصلاحات الصحية في تقرير بيفيريدج عام1942.
تتميز السياسة الاجتماعية في القرن الواحد والعشرين بأنها معقدة وكل ولاية تخضع للسلطة السياسية المحلية والوطنية وفوق الوطنية . على سبيل المثال، عضوية الاتحاد الأوروبي مشروطة بالتزام الدول الأعضاء بالفصل الاجتماعي من قانون الاتحاد الأوروبي.

## أنواع السياسة الاجتماعية
تهدف السياسة الاجتماعية لتطوير رفاهية الإنسان وتلبية احتياجاته في مجالات التعليم والصحة والسكن والضمان الاجتماعي . أما المجالات المهمة في السياسة الاجتماعية هي : مستوى الرفاهية الاجتماعية والضمان الاجتماعي والتأمين ضد البطالة، والسياسة البيئية، والمعاشات التقاعدية والرعاية الصحية والسكن الاجتماعي، والرعاية الاجتماعية، وحماية الطفل، والاقصاء الاجتماعي، والسياسة التعليمية، والجريمة والعدالة الجنائية .
وقد يشير مصطلح السياسة الاجتماعية أيضا إلى السياسات التي تحكم تصرفات الإنسان . ويشير مصطلح السياسة الاجتماعية في الولايات المتحدة الأمريكية إلى الإجهاض وتنظيم ممارساته والقتل الرحيم والمثلية الجنسية والقوانين المتعلقة بمشاكل الزواج والطلاق والوضع القانوني لترويج المخدرات والدعارة .

## السياسة الاجتماعية في الولايات المتحدة
كانت الولايات المتحدة في طليعة الدول التي المنفقة على الشؤون الاجتماعية (نسبةً للبلدان المماثلة لها) إذ وفرت إنفاقًا اجتماعيًا ثابتًا للمحاربين القدامى في الحرب الأهلية وعائلاتهم. تعثرت الولايات المتحدة لاحقًا متخلفةً عن ركب الديمقراطيات الصناعية المتقدمة الأخرى في إنفاقها الاجتماعي.
أثرت الحركات الدينية والعرقية والأيديولوجية والعلمية والفلسفية والأفكار تاريخيًا على السياسة الاجتماعية الأمريكية، ومثال ذلك أفكار جان كالفن حول القدر والقيم البروتستانتية حول العمل الجاد والفردانية. ساعدت الداروينية الاجتماعية على خلق الأفكار الأمريكية المتعلقة بالرأسمالية وعقلية «البقاء للأصلح». ساهمت تعاليم الكنيسة الكاثوليكية في المجال الاجتماعي إلى حد كبير أيضًا في تطوير السياسة الاجتماعية.
لا يضع السياسيون الأمريكيون الذين فضلوا زيادة المراعاة الحكومية للسياسة الاجتماعية في أغلب الحالات أُطرًا لمقترحاتهم حول الأفكار النموذجية للرفاه والمزايا الاجتماعية. في حالات مثل برنامجي ميديكير وميديسيد الصحيين، قدم الرئيس ليندون جونسون حزمة سميت «المجتمع العظيم» أطرت نظرةً واسعة تعالج قضايا الفقر ونوعية الحياة. أصبح التأمين الصحي موضوعًا سياسيًا طاغيًا، ومن الأمثلة الحديثة على قانون الرعاية الصحية من وجهة نظر السياسة الاجتماعية قانون حماية المريض وتقديم الرعاية الصحية معقولة التكلفة الذي صيغ في اجتماع الكونغرس الأمريكي 111 وأُدرج ضمن الدستور على يدي الرئيس الديمقراطي باراك أوباما في 23 مارس من عام 2010.
وضع الرئيس السابق فرانكلين روزفلت حجر الأساس لبرامج «الصفقة الجديدة-نيو ديل» ليشكل مثالًا نموذجيًا للسياسة الاجتماعية التي تركز بالدرجة الأولى على برنامج توفير فرص العمل وتعزيز الاقتصاد عبر الإنفاق العام على المشاريع بدلًا من الدفع النقدي. كان هذا البرنامج مسؤولًا عن الكساد الكبير الذي أثر على الولايات المتحدة في ثلاثينيات القرن الماضي.
كانت السياسة التعليمية التي اقترحها الرئيس الجمهوري تتمثل في قانون «عدم التخلي عن أي طفل» الذي وُضع حيز التنفيذ في الثامن من يناير عام 2002، وبدأ العمل به لرفع معايير التعليم وتوفير نتائج تعليميةً أفضل للأفراد المختلفين. يحتاج هذا القانون إلى أن تقيّم كل دولة طلابها بناءً على مهاراتهم الأساسية لتلقي التمويل الفيدرالي، لكنه لم يضع معاييرًا اجتماعيةً لأن كل دولة وضعت مجموعتها الخاصة من المعايير والتقييمات. يصف أغلب ناقدي السياسات الاجتماعية دول الرفاه الاجتماعي استنادًا إلى كتاب اللفياثان لتوماس هوبز.

## السياسة الاجتماعية في الأوساط الأكاديمية
تعد السياسة الاجتماعية من العلوم الأكاديمية أيضا فهي تركز على التقييم المنهجي لاستجابة المجتمعات إلى الحاجة الاجتماعية. وقد تم تطويره كمكمل لدراسات العمل الاجتماعي في أوائل إلى منتصف القرن العشرين . ويعتبر الأستاذ ريتشارد تيتموس في مدرسة لندن للاقتصاد مؤسس السياسة الاجتماعية أو الإدارة الاجتماعة كمادة أكادمية، كما أن العديد من الجامعات تقدم هذه المادة للدراسة الجامعية والدراسات العليا .